# Sörényes patkány
A sörényes patkány (Lophiomys imhausi) az emlősök (Mammalia) osztályának rágcsálók (Rodentia) rendjébe, ezen belül a hörcsögfélék (Cricetidae) családjába és a sörényespatkány-formák (Lophiomyinae) alcsaládjába tartozó Lophiomys nem egyetlen recens faja és egyben a típusfaja is.
A hörcsögfélék családjának egyik legnagyobb testű faja. Mára egyetlen közeli rokonfaj sem maradt, emiatt eléggé elkülönül a többi hörcsögfélétől. A legközelebbi rokona a Lophiomys maroccanus volt, amely azonban a pliocén korban már ki is halt.

## Előfordulása
Dzsibuti, Eritrea, Etiópia, Kenya, Szomália, Szudán, Tanzánia és Uganda területen honos.
A 19. századig előfordult az Arab-félszigeten is. Ezt csontmaradványok és a térségben járó utazó korabeli elbeszélései támasztják alá. Mára úgy tűnik végleg kihalt azon a vidéken.
Többnyire erdőkben vagy bozótos helyeken fordul elő. Sokat tartózkodik a fákon, nagyon ügyesen tud kúszni, de elég lassú mozgású faj.

## Megjelenése
Testhossza 30 centiméter, ehhez jön a mintegy 18 centiméteres farka. Súlya nagyjából 750 gramm. A nőstény valamivel nagyobb, mint a hím. Szőrzete fekete vagy barna színű fehér csíkokkal és foltokkal. Minden egyed színezet más és más. Farka vége mindig fehér. A faj névadó tulajdonsága a hátán látható, felmereszthető sörény. Ez mindig sötétebb, mint a körülötte levő egyéb szőrzet. A nevében szereplő "patkány" szó ellenére kevéssé hasonlít az egerekhez és a patkányokhoz, külalakja inkább a gyalogsülökre emlékeztet. Feje hasonlít a tengerimalacéra.

## Életmódja
Kizárólag éjszaka jár táplálék után. Leveleket és magvakat keres, melyeket hátsó lábára gugolva fogyaszt el, miközben a táplálékot mellső mancsaival fogja. Ha megijesztik hirtelen felmereszti sörényét, melytől nagyobbnak hat. A felmeresztett sörénnyel álló sörényes patkányt egyes ragadozók összetéveszthetik egy tarajos süllel, így inkább kitérnek az útjából.

## Rendszerezése
Rendszertani besorolása sokáig vitatéma volt és ma sincs teljes egyetértés e téren a rendszertannal foglalkozó kutatók között. A fajt korábban a pocokformák közé sorolták.
1973-ban  Lavocat francia paleontológus vetette fel először, hogy közös őse lehetett a madagaszkári egerekkel és a két alcsaládot egyesítette. Mára molekulagenetikai vizsgálatok végleg cáfolták ezt a feltevést. Más rendszertani besorolási ötlet nem vetődött fel ezidáig ezért a fajt egy különálló alcsaládba sorolják jelenleg, melyet egymaga alkot.
Oldfield Thomas 1910-ben négy sörényes patkányfajt írt le, de állítását később saját maga korrigálta, mivel kiderült, hogy szőrzet nagyfokú változatossága áll fenn csupán, így minden sörényes patkány egyetlen fajt alkot. 1989-1990 között Marokkóban felfedeztek egy fosszilis fajt is, a fentebb említett Lophiomys maroccanust.